# قنفذي أزرق
القنفذي الأزرق نوع نباتي ينتمي إلى جنس القنفذي من الفصيلة النجمية.